# Lijst van orgelmusea
Dit is een lijst van orgelmusea. Dit zijn musea gewijd aan de geschiedenis, bouw en gebruik van het muziekinstrument orgel.

## Nederland
- Nationaal Orgelmuseum in Elburg.
- Museum Dansant in Hilvarenbeek, dat zich richt op dansorgels.
- Museum Speelklok te Utrecht

## Duitsland
- Brandenburgisches Orgelmuseum, Bad Belzig
- Organeum in Weener (Oost-Friesland)
- Orgelmuseum Fleiter in Nienberge bij Münster.
- Orgelmuseum in Borgentreich.
- Mecklenburgisches Orgelmuseum in Malchow.
- OrgelARTmuseum in Windesheim (Duitsland).
- Thüringer Orgelmuseum Bechstedtstraß in Thüringen (1988-2009).
- Orgelbaumuseum Klosterhäseler in Saksen-Anhalt
- Orgelbouwmuseum in Ostheim vor der Rhön.
- Orgelzentrum Valley, Oberbayern

## Polen
- Museum van Silezische Pijporgels in Katowice

## China
- Orgelmuseum Gulangyu in China.

## Italië
- Orgelmuseum Santa Cecilia, Massa Marittima, Toscane

## Japan
- Horie Orgelmuseu in Nishinomiya